# Де ла Иглесиа, Элой
Эло́й Херма́н де ла Игле́сиа Дье́гес (исп. Eloy Germán de la Iglesia Diéguez, 1944—2006) — испанский кинорежиссёр и сценарист.

## Биография
Родился 1 января 1944 года в Сараусе, в провинции Гипускоа, в Стране Басков. Юношей переехал в Мадрид, c намерением изучать изучать философию и литературу. В старших классах школы стал ярым синефилом; не имея возможности из-за возрастных ограничений реализовать свою любовь к кино в la Escuela Oficial de Cinematografía, посещал курсы в знаменитом парижском IDHEC.
Де ла Иглесиа не скрывал своей гомосексуальности и левых взглядов, — это темы и проблематика его «острых» и зачастую шокирующих фильмов. Критика нередко позиционирует режиссёра как «испанского Пазолини» и сравнивает с Фасбиндером, — в свою очередь, де ла Иглесиа несомненное влияние оказал на своего соотечественника Педро Альмодовара.
Сняв 21 фильм за 20 лет (1966—1986), имел длительный перерыв в работе из-за наркотической зависимости, — проблемы, которую ему, кажется, удалось вполне успешно разрешить (май 1996). Известно его крылатое выражение: «Моё влечение к наркотикам ничто в сравнении с моим влечением к кино» («Mi adicción a la droga es poca cosa comparada con mi adicción al cine»).
Скончался 23 марта 2006 года, в возрасте 62 лет после операции по удалению злокачественной опухоли.

## Фильмография

### Режиссёр
- 1966 — Фантазия… 3 / Fantasía… 3
- 1969 — Algo amargo en la boca
- 1970 — Четырёхугольник / Cuadrilátero
- 1971 — Стеклянный потолок / El techo de cristal
- 1972 — Неделя убийцы / Людоед / La semana del asesino / The Cannibal Man
- 1973 — / Nadie oyó gritar
- 1973 — Капля крови, чтобы умереть любя / Убийство в голубом мире / Una gota de sangre para morir amando / Murder in a Blue World
- 1975 — Игра в запретную любовь[исп.] / Juego de amor prohibido
- 1976 — / La otra alcoba
- 1977 — Тайные удовольствия / Los placeres ocultos
- 1977 — / La criatura
- 1979 — Депутат / El diputado
- 1979 — Священник / El sacerdote
- 1980 — / Miedo a salir de noche
- 1980 — Navajeros
- 1981 — La mujer del ministro
- 1982 — Коллеги / Colegas
- 1983 — Игла / El pico
- 1984 — Игла-2 / El pico 2
- 1985 — Поворот винта[исп.] / Otra vuelta de tuerca / Bior bira — по новелле Г. Джеймса
- 1987 — Табачница из Вальекаса / La estanquera de Vallecas
- 2001 — Калигула / Calígula — по пьесе А. Камю
- 2003 — Болгарские любовники / Los novios búlgaros

### Сценарист
- La semana del asesino (1971)
- Juego de amor prohibido (1975)
- La otra alcoba (1976)
- Los placeres ocultos (1977)
- El diputado (1978)
- Colegas (1980)
- El pico (1983)
- Otra vuelta de tuerca (1985)
- La estanquera de Vallecas (1986)